# Orvar Trolle
Orvar Trolle (n. 4 aprilie 1900, Malmö, Malmöhus⁠(d), Suedia – d. 7 martie 1971, Blikstorp⁠(d), Skaraborg⁠(d), Suedia) a fost un înotător ce a reprezentat Suedia, medaliat olimpic. A participat la o ediție a Jocurilor Olimpice (1924) în care a câștigat o medalie de bronz.

## Participări
Lista de mai jos prezintă principalele competiții la care a participat Orvar Trolle de-a lungul carierei.
- swimming at the 1924 Summer Olympics – men's 4 × 200 metre freestyle relay[*]